# Bremergroen

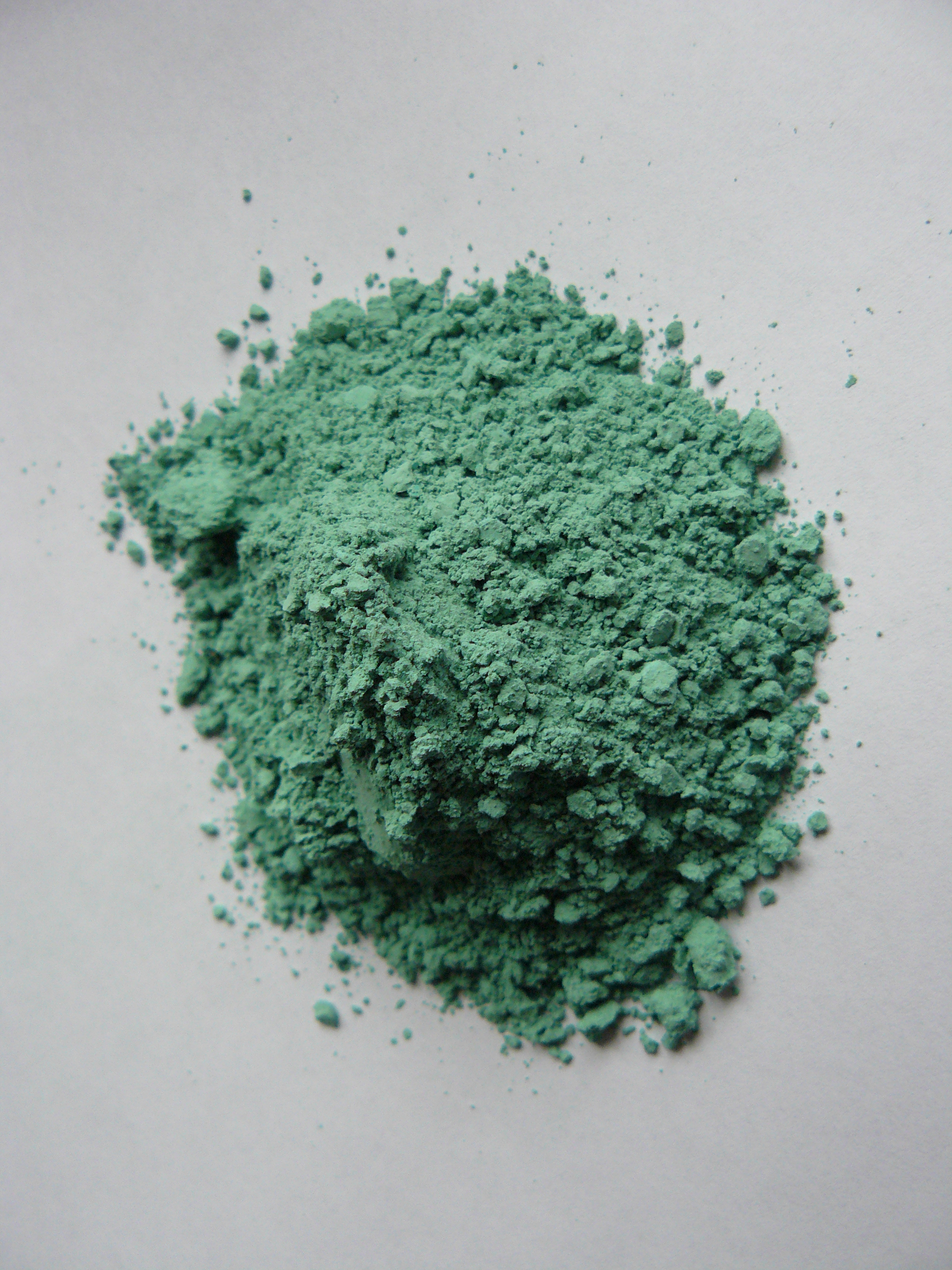
koper(II)hydroxide

Bremergroen (ook: Bremerblauw) is de naam van een pigment, grotendeels bestaande uit koper(II)hydroxide, {\displaystyle {\ce {Cu(OH)2}}}. Verwarrend is dat de namen Bremergroen of Bremerblauw ook wel gebruikt worden voor synthetisch kopercarbonaat.
Het pigment werd vervaardigd door koper(II)sulfaat (kopervitriool) en natronloog met elkaar te laten reageren. Soms werd het geheel aangemaakt met lijnolie. Het werd al sinds de Oudheid incidenteel aangemaakt. Vanaf 1760 vond industriële vervaardiging plaats, met name in verfmolens. Fabrikant Nicolaus Kulenkamp produceerde sinds 1778 het pigment in Bremen, vandaar de naam. De stof was relatief goedkoop.
Bremergroen werd gebruikt als groenblauwe muurverf, en, in de vorm van lijmverf, decoratieverf, vooral bij theaterdecors. In beide gevallen kleurde het een grotere massa aan kalk en daarom werd het ook "kalkblauw" genoemd. De tint is redelijk verzadigd. Houten scheepswanden werden er ook mee beschilderd om aangroeisels tegen te gaan. In olieverf werd het pigment weinig gebruikt; vermengd met lijnolie ontstond binnen een dag een groen glacis door verzeping. Naast de giftigheid van de stof was het nadeel ervan dat het groen na verloop van tijd blauwachtig van kleur werd. Mede om deze reden raakte het Bremergroen in onbruik en werd omstreeks 1830 vervangen door het zogenaamde grachtengroen. In het begin van de twintigste eeuw hield de productie geheel op. Wat tegenwoordig onder de naam "Bremerblauw" op de markt gebracht wordt, bestaat uit een mengsel van een organisch blauw pigment met wit. Het heeft met het oorspronkelijke pigment gemeen dat het snel verkleurt.
Bremergroen is slecht lichtecht. Het kan reageren met zwavelhoudende pigmenten en nadonkeren onder invloed van luchtvervuiling. Het is glacerend. Het kleurend vermogen van de stof is gering. Het is kalkecht. Het Colour Index Constitution Number is 77404. Het is giftig.